# Preponinos
Preponinos (cientificamente denominados Preponini) são uma tribo de insetos da ordem Lepidoptera, família Nymphalidae e subfamília Charaxinae, classificada por Rydon no ano de 1971 e restrita à região neotropical das Américas (entre o México e o Paraguai, em floresta tropical e subtropical úmida, com pouca representatividade no Caribe). Estas vistosas espécies de borboletas já estiveram incluídas em cinco gêneros: Agrias, Anaeomorpha, Archaeoprepona, Noreppa e Prepona; porém um estudo de sequenciamento de DNA do ano de 2013, Molecular systematics of the butterfly tribe Preponini (Nymphalidae: Charaxinae), de Elena Ortiz-Acevedo e Keith R. Willmott, fundiu Agrias com Prepona, Noreppa com Archaeoprepona e concluiu que a outrora espécie de gênero monotípico Anaeomorpha splendida Rothschild, 1894 nunca se agrupara filogeneticamente com os restantes Preponini. Um segundo estudo, do ano de 2017, Using Molecules and Morphology to Unravel the Systematics of Neotropical Preponine Butterflies (Lepidoptera: Charaxinae: Preponini), também incluindo os cientistas Dayana Bonfantti, Mirna Casagrande, Olaf Herman Hendrik Mielke e Marianne Espeland, intuiu que uma espécie, Prepona pheridamas (Cramer, [1777]), parecia suficientemente isolada, em termos tanto da divergência de sequências de DNA como morfologicamente, para colocação em um novo gênero monotípico dentre os Preponini, denominado Mesoprepona Bonfantti, Casagrande & Mielke; sendo esta tribo, a partir do século XXI, restrita a três gêneros.

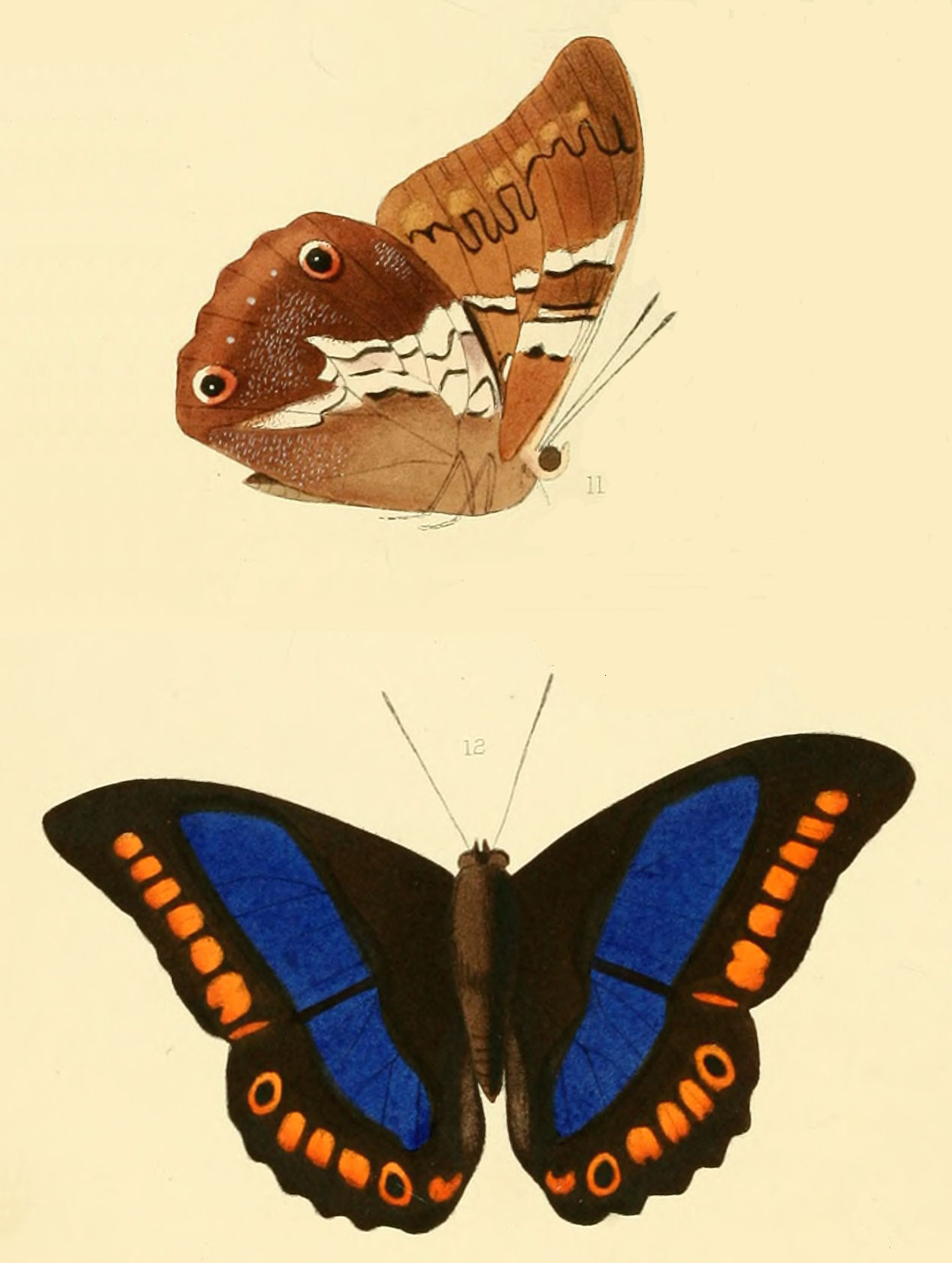
Ilustração de Prepona deiphile, subespécie xenagoras[7], vista inferior (acima) e superior (abaixo), por William Chapman Hewitson; encontrada na Bolívia.
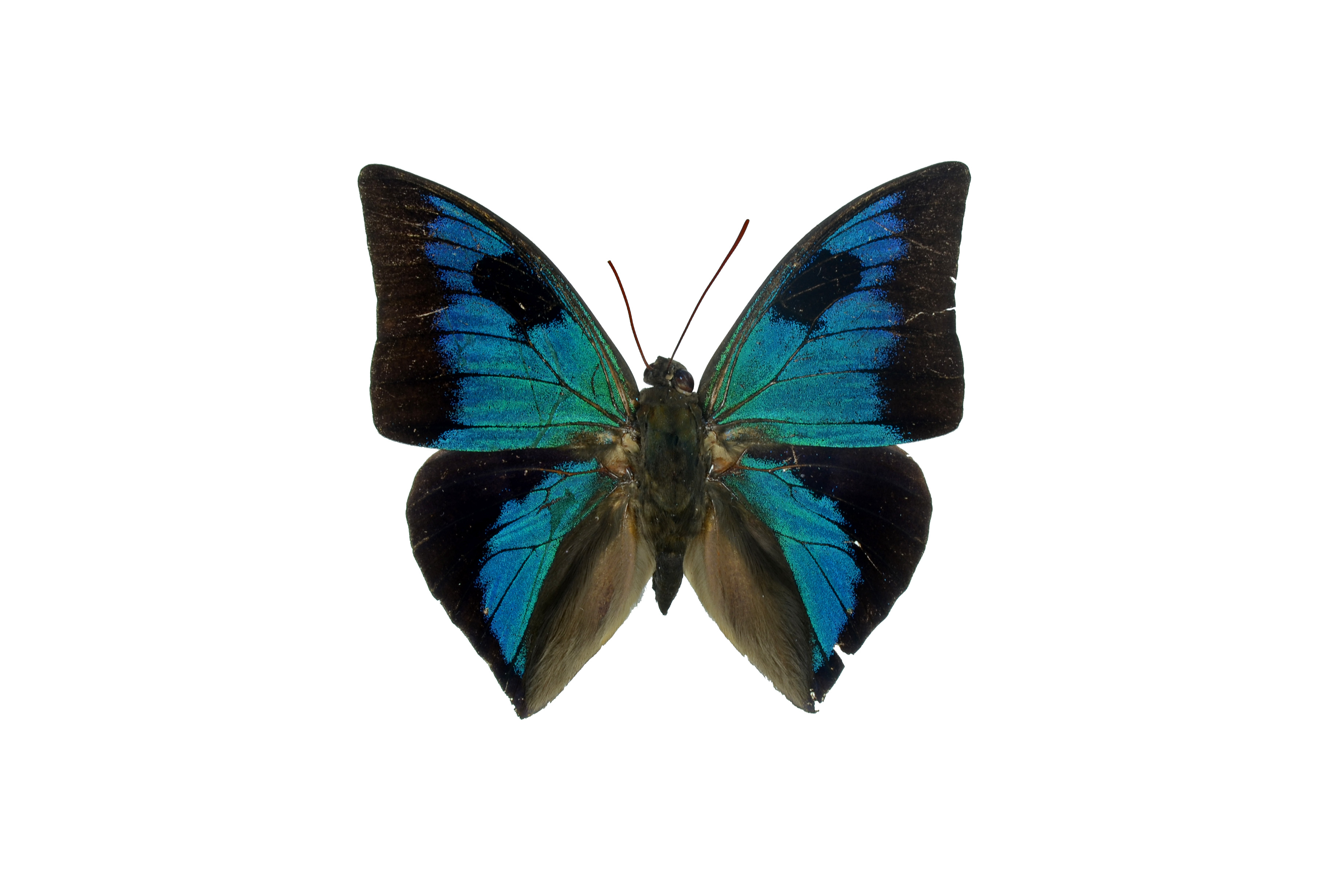
Fotografia de Anaeomorpha splendida, vista superior. Excluída dos Preponini no ano de 2013, no estudo Molecular systematics of the butterfly tribe Preponini (Nymphalidae: Charaxinae).
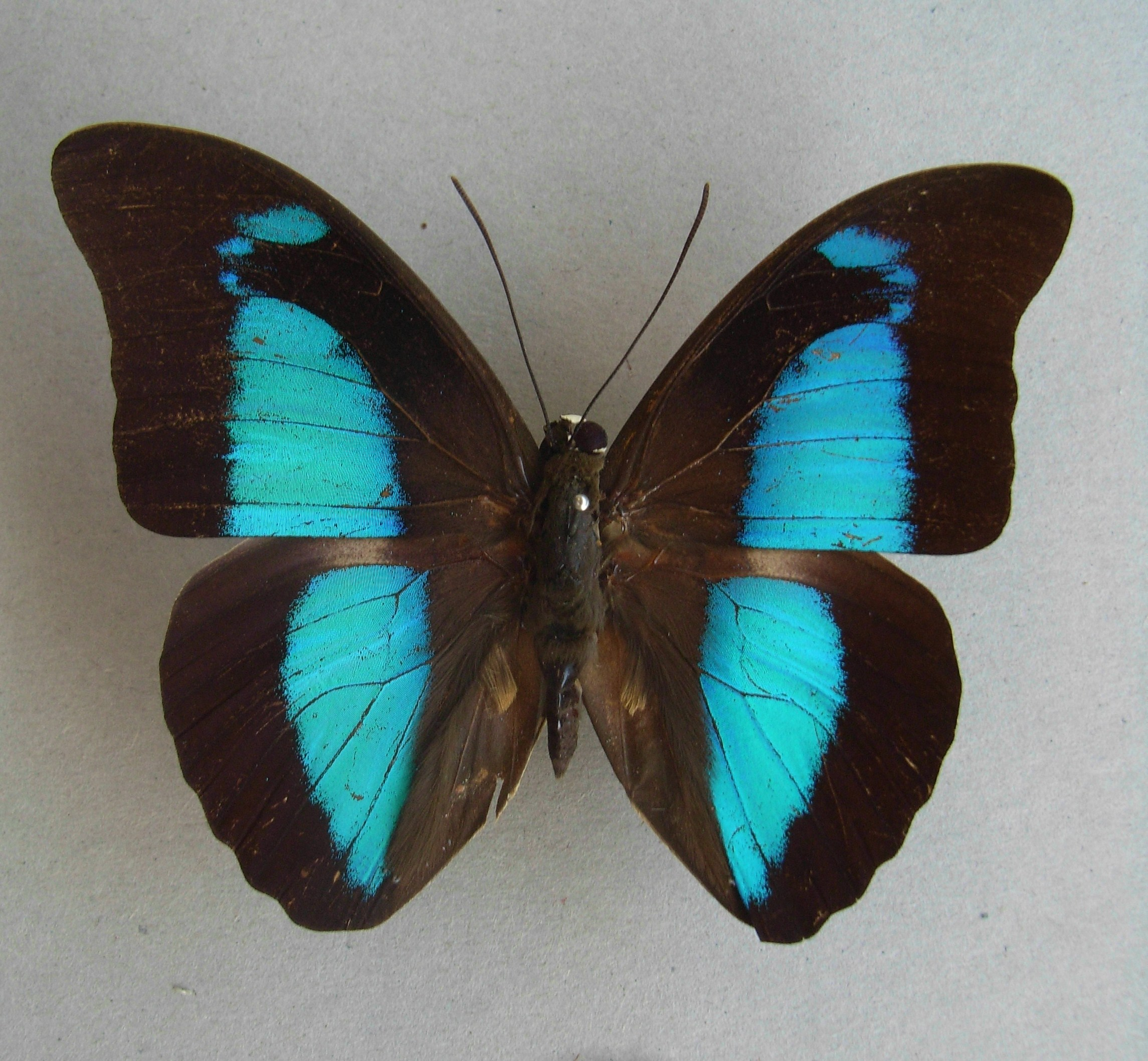
Fotografia de Mesoprepona pheridamas, vista superior. Incluída em gênero monotípico dentre os Preponini no ano de 2017, no estudo Using Molecules and Morphology to Unravel the Systematics of Neotropical Preponine Butterflies (Lepidoptera: Charaxinae: Preponini).

## Dimorfismo sexual
O dimorfismo sexual ocorre nesta tribo. Machos de Preponini possuem proeminentes tufos pretos (em Archaeoprepona) ou amarelos (em Prepona) de escamas de androcônia em suas asas posteriores, que produzem feromônios atraentes às fêmeas para a cópula. Fêmeas podem ser maiores que os machos, embora menos vistosas.

## Gêneros de Preponini
- Archaeoprepona Fruhstorfer, 1915 (espécie-tipo: Archaeoprepona demophon (Linnaeus, 1758))[7]
- Mesoprepona Bonfantti, Casagrande & Mielke, 2017 (espécie  de gênero monotípico: Mesoprepona pheridamas (Cramer, 1777))[10][11]
- Prepona Boisduval, [1836] (espécie-tipo: Prepona laertes (Hübner, [1811]))[7]

## Galeria de fotos

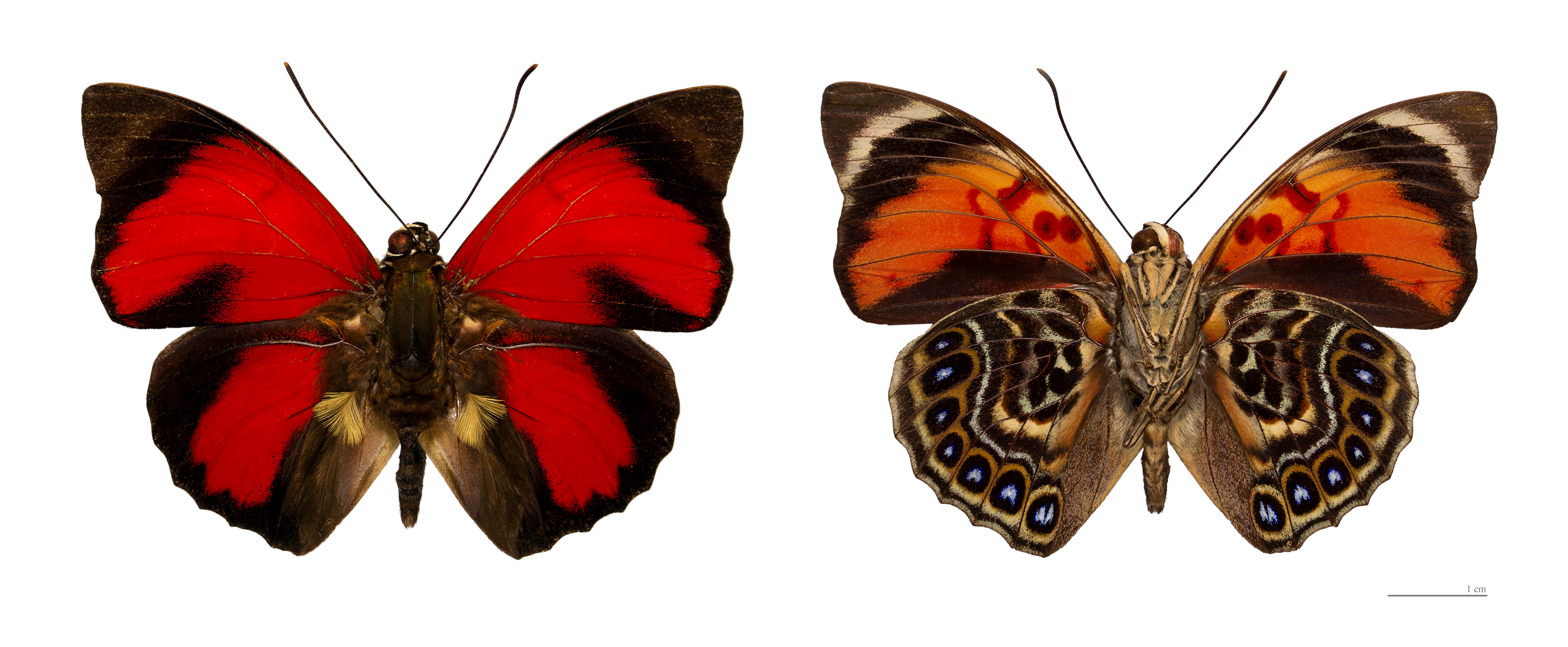
Um Preponini da espécie Prepona claudina (ex Agrias claudina), macho, vista superior (esquerda) e inferior (direita). Primeira espécie descrita do gênero Agrias, em 1824, com a denominação de Nymphalis claudina, e considerada espécie-tipo do gênero.
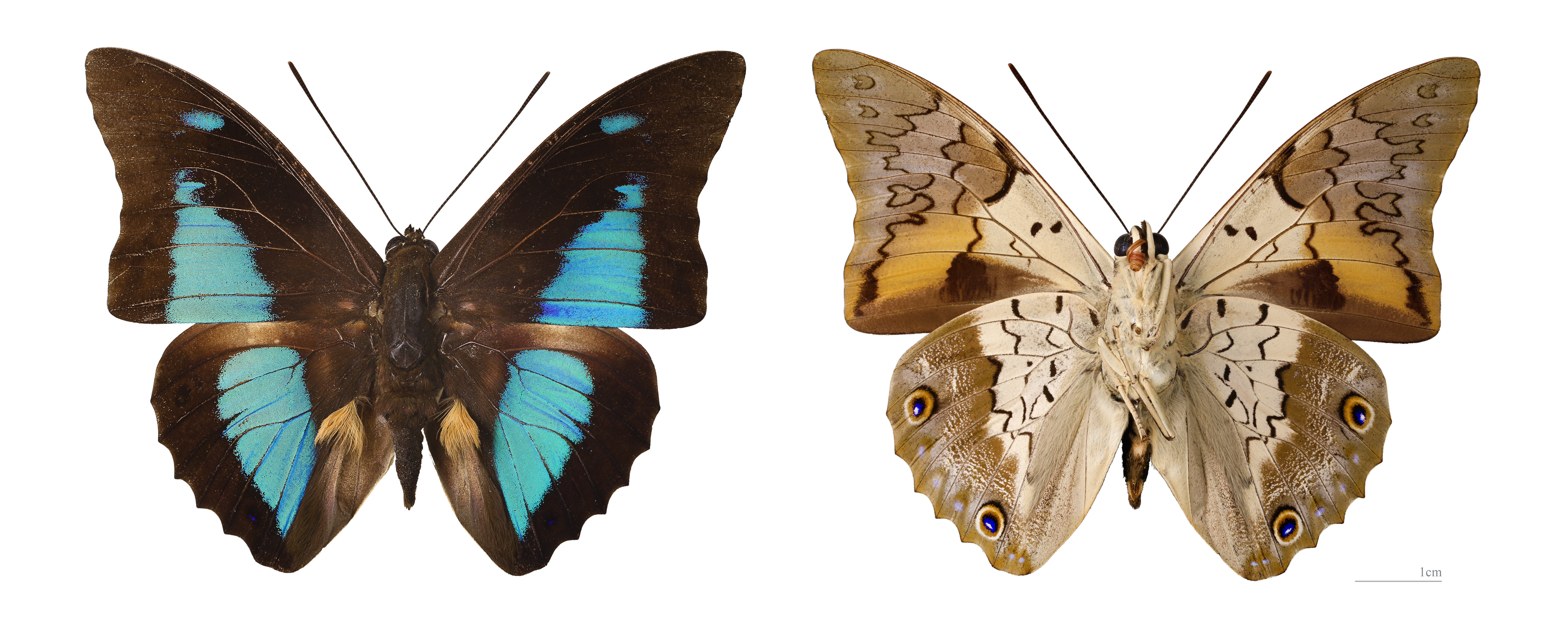
Um Preponini da espécie Prepona laertes, macho, vista superior (esquerda) e inferior (direita), mostrando seus poucos ocelos.[4] Primeira espécie descrita do gênero Prepona, em 1811, com a denominação de Potamis superba laertes, e considerada espécie-tipo do gênero.
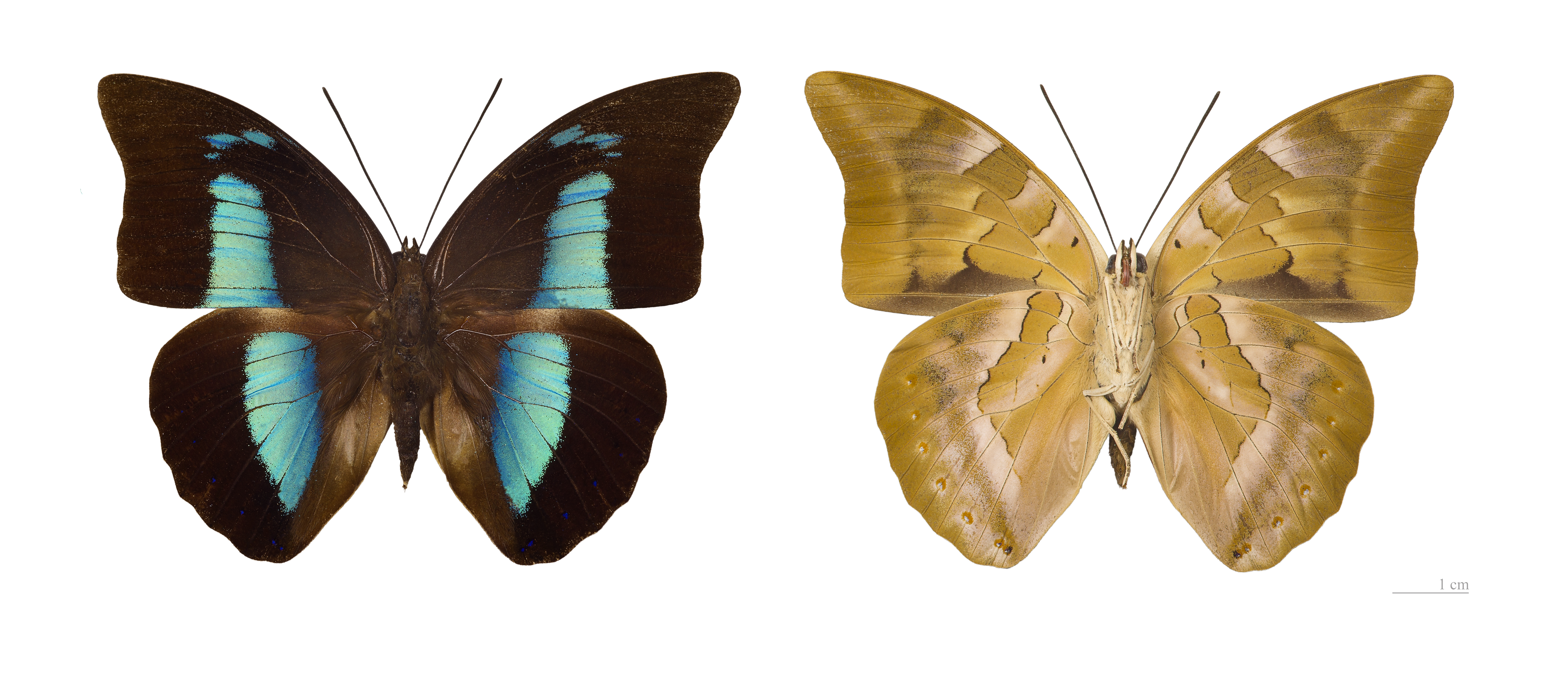
Um Preponini da espécie Archaeoprepona demophon, macho, vista superior (esquerda) e inferior (direita). Primeira espécie descrita do gênero Archaeoprepona, em 1758, com a denominação de Papilio demophon, e considerada espécie-tipo do gênero.
Um Preponini da espécie Archaeoprepona amphimachus, macho, vista superior (esquerda) e inferior (direita).